# Arge enodis

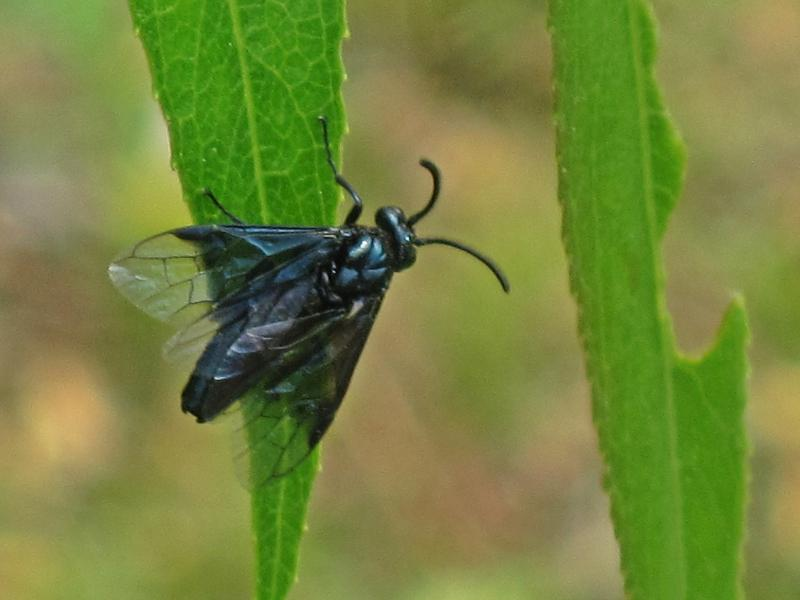

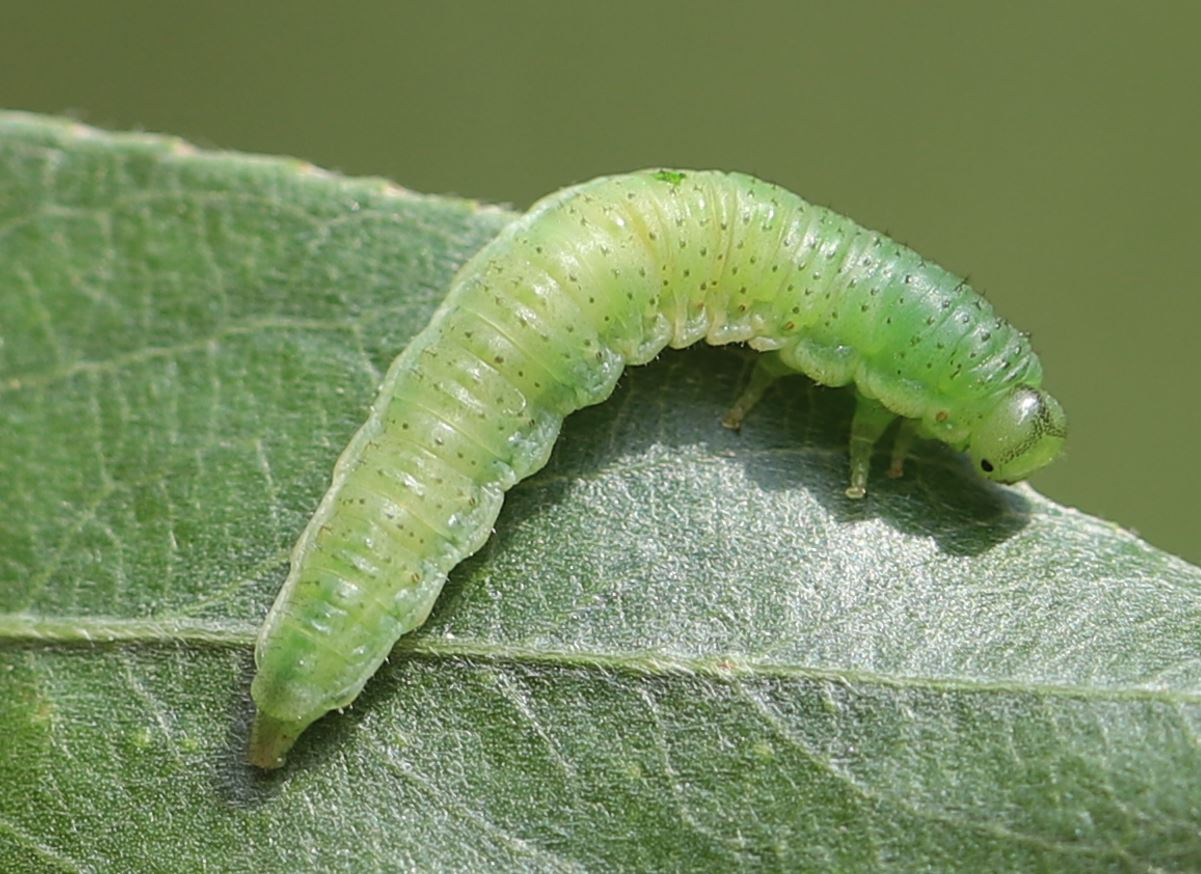
Larve, Mitte August

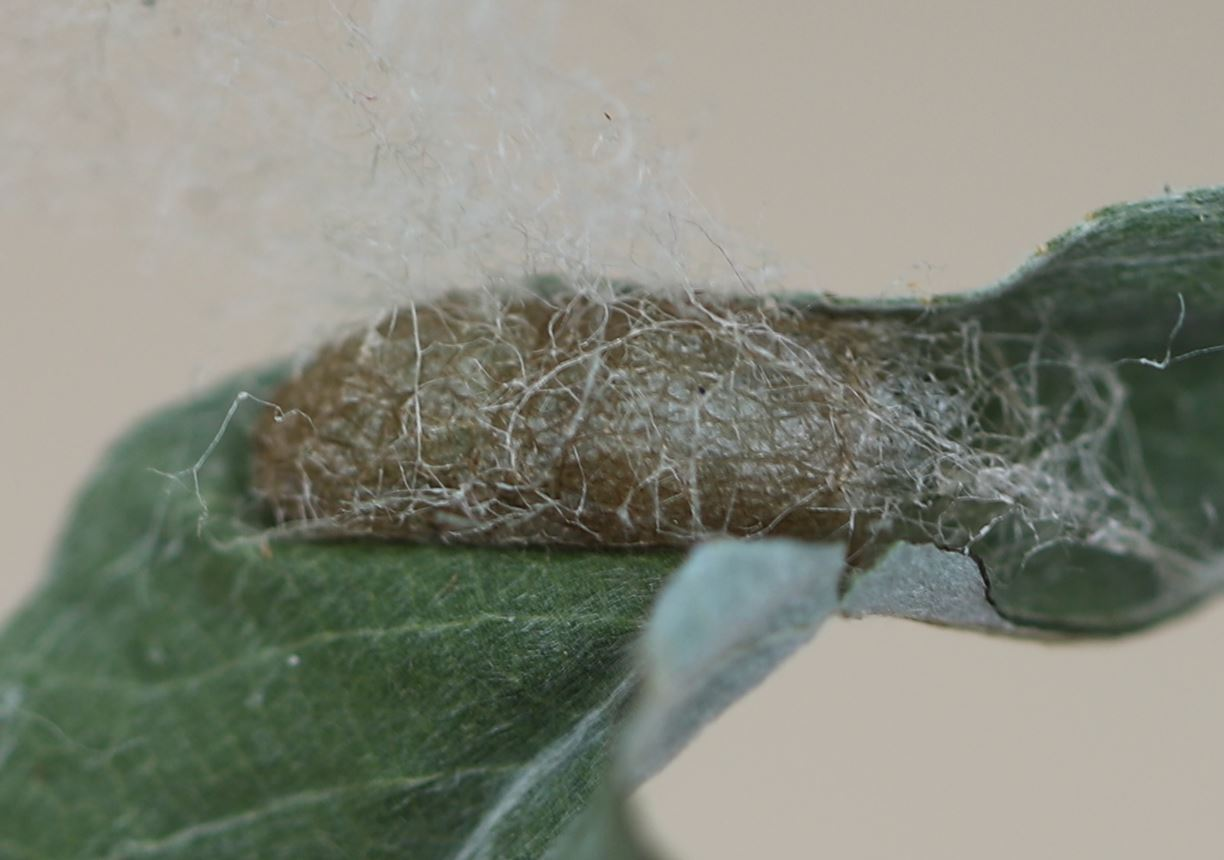
Kokon

Arge enodis ist eine Pflanzenwespe aus der Familie der Bürstenhornblattwespen. Sie ist eine von 18 Arten der Gattung in Deutschland.

## Merkmale
Die Pflanzenwespen erreichen eine Länge von 8 bis 10 Millimetern. Sie sind vollständig schwarz gefärbt. Das äußere Drittel der Vorderflügel jenseits des schwarzen Flügelmals (Pterostigma) ist klar, der basale Teil ist dagegen deutlich verdunkelt. Die Flügelader 3rm verläuft gerade, im Gegensatz zu der sehr ähnlichen Art Arge nigripes. Ferner ist die Flügelader RS+M nicht vom Ursprung des Medians M getrennt.
Die grün gefärbten Larven erreichen Längen von 17 mm und mehr. Ihre Oberseite ist mit kurzen schwarzen Dörnchen bedeckt. Entlang den Seiten verläuft jeweils ein hellerer Streifen. Von der Scheitelbasis der Kopfkapsel verläuft ein dunkler Längsstrich nach vorne und spaltet sich in zwei Zweige auf, die zu den Punktaugen führen und dort enden.

## Verbreitung
Arge enodis ist in Europa weit verbreitet. Das Vorkommen der Art reicht von Finnland und Schweden sowie England im Norden bis in den Mittelmeerraum. Im Osten erstreckt sich das Verbreitungsgebiet über Kleinasien, den Kaukasus, Zentralasien und Sibirien bis nach Japan.

## Lebensweise
Die Pflanzenwespen beobachtet man gewöhnlich von Mai bis Juli. Sie fressen an den Pollen und vom Nektar verschiedener Doldenblütler wie Wiesen-Bärenklau. Die Eiablage findet an den voll entwickelten Blättern der Wirtspflanzen statt. Die Larven leben oligophag an Weiden, darunter Silberweide (Salix alba), Echte Trauerweide (Salix babylonica), Bruch-Weide (Salix fragilis) und Purpur-Weide (Salix purpurea). Die Larven fressen von den Blatträndern zur Mittelrippe hin und können ein gregäres Verhalten aufweisen. Im Norden bildet die Art eine Generation im Jahr, in südlicheren Regionen können es mehr sein. Die Larven lassen sich schließlich zu Boden fallen, wo sie sich später im Erdreich in einem Kokon verpuppen.